# Вейант, Эмма
Эмма Вейант (англ. Emma Weyant; род. 24 декабря 2001, Сарасота, Флорида, США) — американская пловчиха, специализирующаяся на комплексном плавании, серебряный призёр по плаванию на Летней Олимпиаде 2020.

## Карьера
На перенесённых из-за пандемии коронавируса с 2020 на 2021 год Летних Олимпийских играх завоевала серебряную медаль в заплыве 400 метров комплексным стилем, став второй после японской пловчихи Юи Охаси и опередив свою соотечественницу Хейли Фликингер.
На чемпионате мира по плаванию на короткой воде в декабре 2021 года завоевала серебряную медаль в эстафете 4×200 метров вольным стилем, но при этом не участвовала в финале, а только в квалификации.
На чемпионате мира 2022 завоевала бронзовую медаль в комплексном плавании на 400 метров.